# Kněhyně – Čertův mlýn
Kněhyně – Čertův mlýn je národní přírodní rezervace v chráněné krajinné oblasti Beskydy. Zabírá vrcholové části Kněhyně a Čertova mlýna. Přírodní rezervací bylo toto území oficiálně vyhlášeno dne 30. ledna 1989 z důvodu zachování starých porostů smrku ztepilého, jenž se zde vyskytuje v populací vzácného horského ekotypu. Jedná se o území zasaženo imisemi, proto slouží také jako srovnávací plocha. Předmětem ochrany je i velké množství pseudokrasových jevů.
Rezervace leží nedaleko hory Radhošť. Vstup je povolen pouze po vyznačených turistických stezkách. Ve zdejší krajině se nachází trvalý biotop rysa ostrovida a vlka, výskyt medvěda hnědého nebyl v posledních letech potvrzen. Oblast je zároveň dle Natury 2000 registrována jako ptačí oblast.

## Lokalita
Národní přírodní rezervace se nachází v CHKO Beskydy na vrcholech hor Kněhyně (1258 metrů) a Čertův mlýn (1206 metrů) a na jejich svazích, jež jsou součástí Radhošťské hornatiny, v rozmezí 1005 až 1258 metrů. Přesněji se rozkládá ve střední části chráněné krajinné oblasti Beskydy mezi o něco známějšími vrcholy Radhošť a Smrk. Patří pod katastrální území Čeladné, Prostřední Bečvy a Trojanovic a je největší přírodní rezervací v Beskydech.

## Historie
Oblast byla hlavně využívána k myslivosti, méně pak k pastvě ovcí. Hospodářsky se lesy v minulosti nevyužívaly. Těžba lesa zde kvůli složité dostupnosti vrcholů neprobíhala ani neorganizovaně v malém množství, z tohoto důvodu se zde zachovaly porosty staré 120–150 let.

### Vývoj ochrany
První návrh ke zřízení rezervace se podal prof. A. Zlatník, jenž se o tuto oblast zajímal hlavně kvůli zachovalosti lesních ekosystémů. Návrh byl podán v roce 1937. V roce 1968 se díky Ing. Balharovi začalo usměrňovat hospodaření na území dnešní NPR.  Řízení bohužel trvalo velmi dlouhou dobu, až do roku 1989, kdy se konečně podařilo vydat zřizovací předpis, vydaný dne 30. ledna 1989 Ministerstvem kultury ČSR.

### Čertův stůl

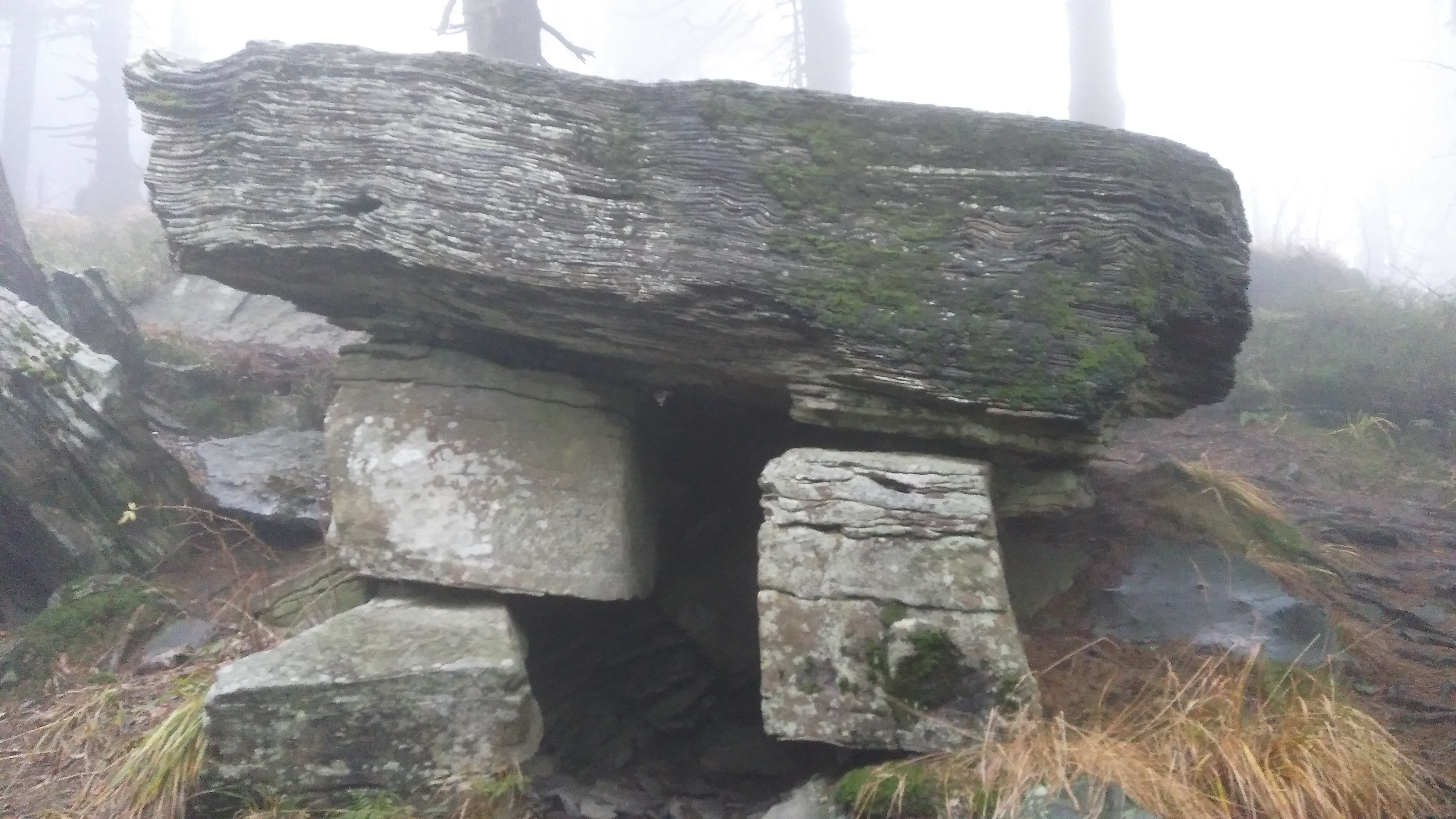
Čertův stůl

Čertův stůl jsou dva kamenné kvádry, na nichž leží jeden velký plochý kámen, vypadající jako deska stolu. Tvar velmi připomíná dolmen, tedy megalitický útvar, který kdysi stavěli lidé jako náhrobky. Teoreticky by se tedy mohlo jednat o náhrobek keltského vojevůdce. Další možností je, že se jedná o kamennou solární observatoř, ze které lze za rovnodennosti pozorovat západ slunce nad Radhoštěm.

## Přírodní poměry

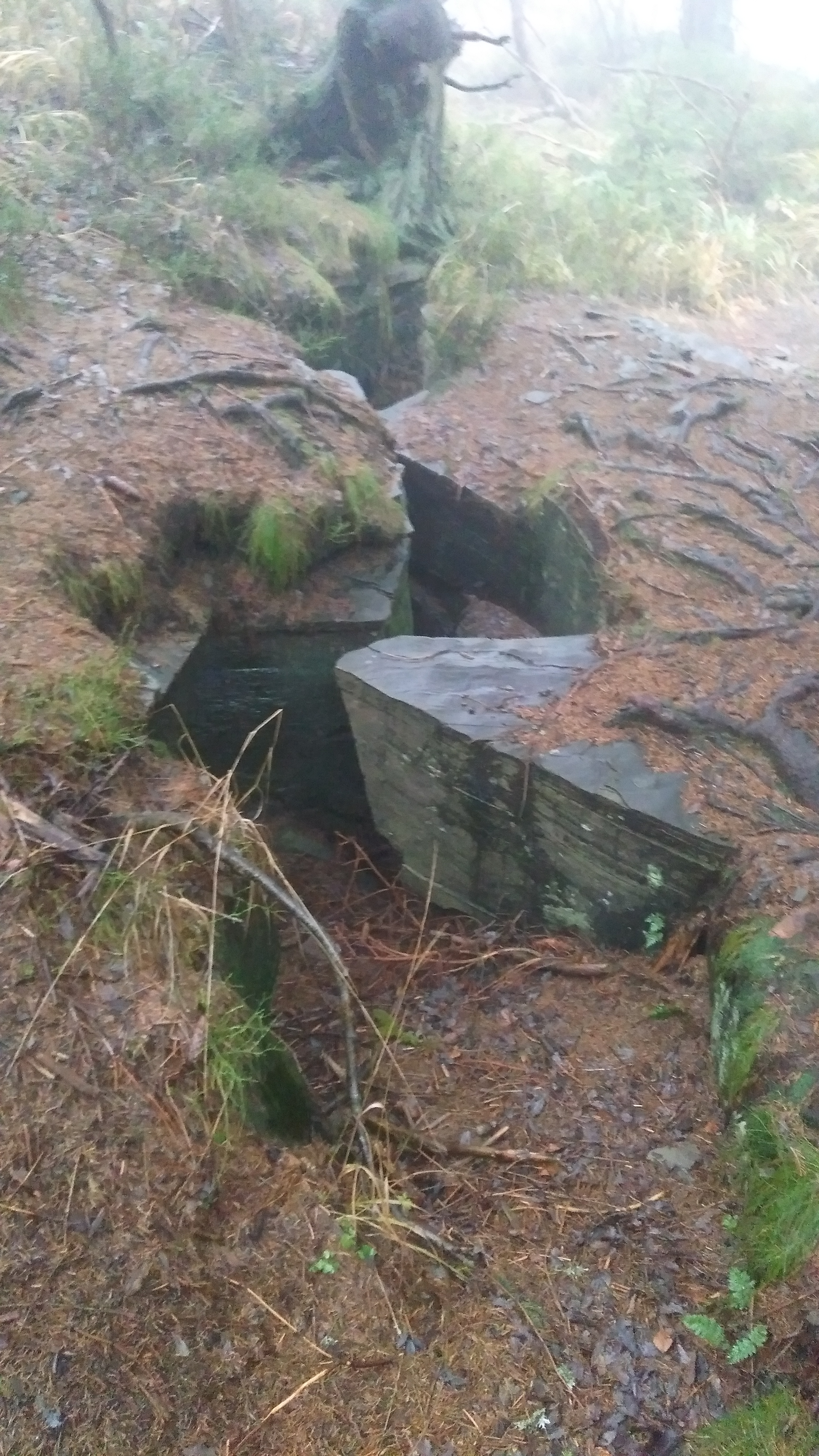
Rozsedlina Čertův mlýn

### Geologie
Podklad je tvořen flyšovými mořskými sedimenty z období křídy z godulského souvrství, v němž převažuje pískovec. Vyskytují se zde skalní bloky, stěny jsou pokryty balvanovitými sutěmi. Skalní rozsedliny vznikaly gravitačním posunem mrazem rozpraskaných pískovcových bloků dolu po svazích. Nesmíme zapomenout na množství vnějších pseudokrasových jevů, jež jsou dominantou Čertova mlýna.

### Hydrologie
Ze severozápadních svahů je voda odváděna do Bystrého potoka, jenž je přítokem Lubiny. Na východě je to Magurka, které se dále vlévá do Čeladenky. Celá oblast NPR je velmi vodná a retenční schopnost malá, proto koeficient odtoku dosahuje až 50 %.

### Vegetace
Dominantním porostem jsou smrko-jedlové bučiny (Abieti-fageta piceae), na vrcholech nacházíme acidofilní horské bučiny, v nižších polohách bučiny s kyčelnicí devítilistou (Dentaria enneaphyllos). Velmi významné pro tuto krajinu jsou také smrky ztepilé (Picea abies), zachované v původní populaci vzácného horského ekotypu.
V bylinném patře vyrůstá vzácný rybíz skalní (Ribes petraeum) a rybíz alpínský (Ribes alpinum). Velmi častý je hořec tolitovitý (Gentiana asclepiadea) v počtu stovek a tisíců jedinců. Poněkud významnější rostlinné druhy představuje například oměj tuhý moravský (Aconitum firmum subsp. moravicum), vyskytující se pouze v CHKO Beskydy, dále kamzičník rakouský (Doronicum austriacum), mléčivec alpský (Cicerbita alpina) a zblochan hajní (Glyceria nemoralis).
Z běžnějších zástupců zde nalézáme sasanku pryskyřníkovou (Anemone ranunculoides) a papratku horskou (Athyrium distentifolium).
Na mrtvém dřevě byl nalezen ohrožený druh mechu šikoušek zelený (Buxbaumia viridis). 

### Fauna
Jako zajímavost ze zástupců hmyzu můžeme uvést slepého střevlíčka Duvaliopsis pilosella stobieckii, který v Česku žije pouze na dalších vrcholech v Beskydské chráněné oblasti.
Na území se rovněž vyskytují vzácné druhy ptáků, například datlík tříprstý (Picoides tridactylus), který se živí převážně kůrovci a jejich larvami. Dále jeřábek lesní (Bonasa bonasia), strakapoud bělohřbetý (Dendrocopos leucotos), holub doupňák (Columba oenas), krkavec velký (Corvus corax), lejsek malý (Ficedula parva) a včelojed lesní (Pernis apivorus). Na hřebenech se můžeme setkat i s čápem černým, živícím se hady, mloky, drobnými savci a ptáky.
Došlo k mapování prostředí a navržení opatření v CHKO Beskydy tak, aby se zde tetřev hlušec měl šanci udržet. V polské Wisle vznikla odchovna tetřevů, ze které se čeští ochránci inspirovali a zřídili si odchovnu vlastní. Z Polska dovezli čtyři kohouty a osm slepic, které chtějí odchovat a vracet tento druh zpět do přírody. Jedná se o přirozený druh zdejších hor, bohužel prakticky vymizel. Dnes se ale vrací kvalitní biotopy, ve kterých by se mohlo tetřevu dařit. Důležité je pro tetřevy borůvčí, jehož plody se živí. Za posledních dvacet let došlo k nárůstu výměry přírodních rezervací v CHKO Beskydy, mrtvé dřevo zůstává na místě a hromadí se, pro tetřeva jsou to vhodné biotopy, ve kterých se může ukrývat.
Z obratlovců je určitě třeba zmínit mloka skvrnitého (Salamandra salamandra), který se zde vyskytuje v počtu desítek jedinců. Dále čolek horský (Triturus alpestris) i kriticky ohrožená kuňka žlutobřichá (Bombina variegata).  V zalesněných oblastech se vyskytuje čtrnáct druhů netopýrů, včetně netopýra brvitého (Myotis emarginatus) a netopýra velkého (Myotis myotis), patřící mezi druhy, jež čelí vysokému riziku vyhynutí (stupeň ohrožení VU).
Dle zprávy z 15. května 2017 při posledním mapování koncem února se potvrdila přítomnost rysa a vlka. Ochranáři mapovali čtyři dny na různých místech v CHKO Beskydy, na Kněhyni a na Čertově mlýně, jakožto tradičních oblastech výskytu těchto druhů, se rysi i vlci opravdu vyskytují. Přítomnost medvěda se nepotvrdila.

## Ochrana

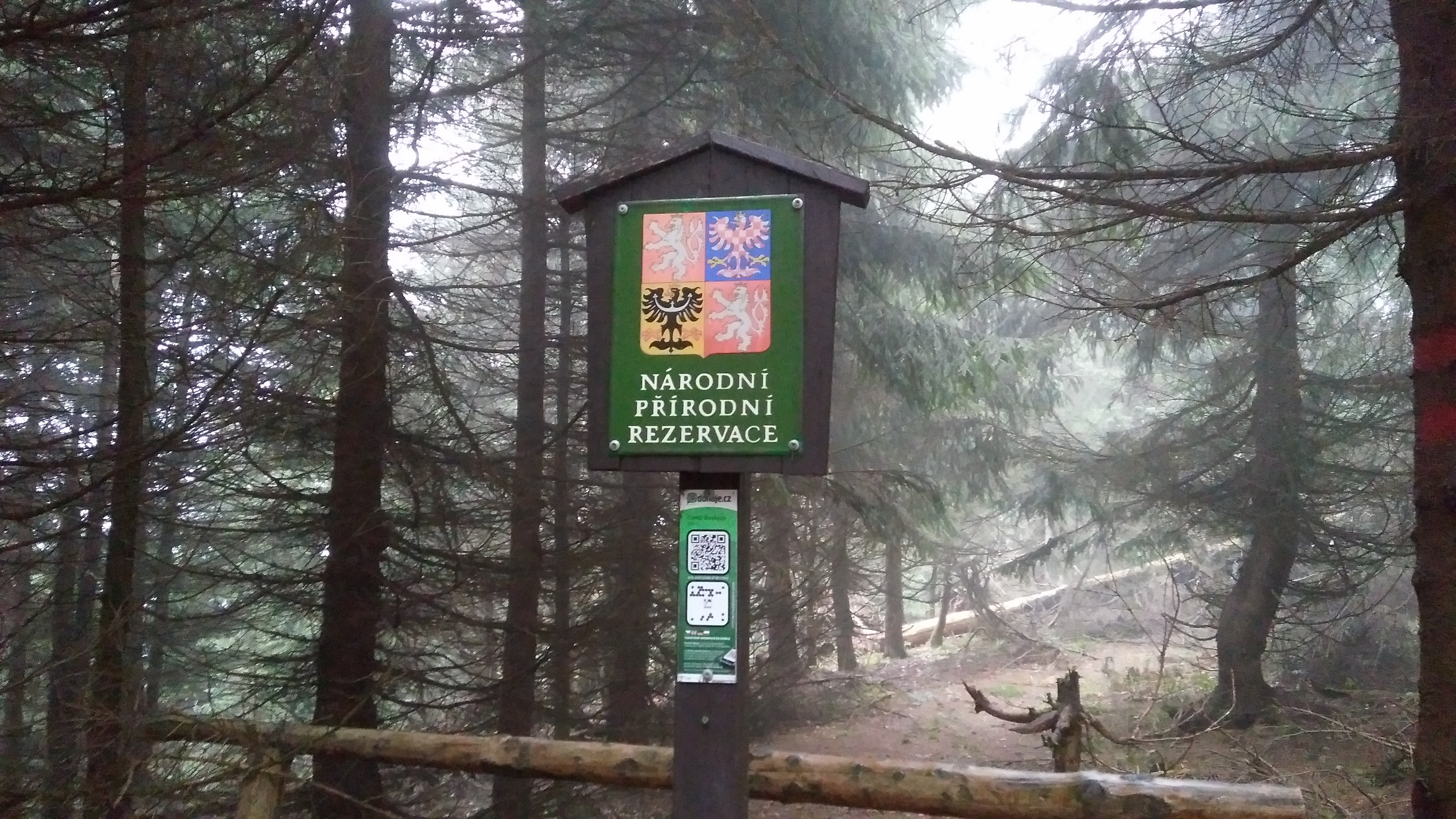
Cedule NPR Kněhyně – Čertův mlýn

Předmětem ochrany je podle Ministerstva životního prostředí: „Ochrana reliéfu a přirozených ekosystémů vrcholových partií Beskyd, které budou sloužit jako trvalá výzkumná a srovnávací plocha v krajině dotčené imisemi.“ Nachází se zde relativně přirozené lesní geobiocenózy smrků, jedlí a buků, horský druh smrku ztepilého. Krajina je minimálně ovlivněna hospodářstvím a v současnosti je zde velká biodiverzita biocenóz. Cílem ochrany je zachování přirozeného společenstva s vysokou biodiverzitou rostlin i živočichů bez velkých zásahů.
Acidofilní smrčiny byly v sedmdesátých až osmdesátých letech 20. století zasaženy emisemi oxidu siřičitého. Poté došlo ke zlepšení, díky odsíření elektráren. Dále se však byla v atmosféře zaznamenána zvýšená koncentrace oxidů dusíku, jako příčina se uvádí rostoucí automobilová doprava. Dochází k poškozování dřevin a nárůstu teplot, jež snižuje přirozenou obranyschopnost dřevin a tím i větší náchylnost k napadení kůrovcem. V minulosti docházelo k těžbě kůrovci napadených smrků, které však byly ponechávány na místě. V současnosti už se proti kůrovci tolik nezasahuje, případy jsou jednotlivě posuzovány pouze při silném napadení vývratů. Místy se prováděla výsadba smrků na místech předchozí těžby. V posledních třiceti letech probíhaly dva projekty pro obnovu ekosystémů. Jednalo se o biotechnický projekt z roku 1986, kdy se zalesňovaly holiny po rozpadu porostů po roce 1979, projekt byl v roce 1994 ukončen. Dále nastoupila managementová opatření z roku 1995, kdy se rozšířila bezzásahová území. Pralesovité porosty postižené imisemi se pomalu uzdravovaly, proto nebylo nezbytně nutné zasahovat pomocí nahodilé těžby a výsadby. Mechanicky se prováděla ochrana přirozeného zmlazení porostů jedle a javoru, opustilo se však od plotů, jenž podle zpráv ze zahraničí zraňovaly tetřevy.

### Plán péče 2017–2026
Samovolný vývoj a minimální ovlivňování přirozených procesů na území NPR zůstává z minulých let, možná je podpora méně zastoupených dřevin zmlazováním těchto porostů. Také se navrhuje ochrana porostů proti okusu a ohryzu mechanickými vlivy. Nahodilá těžba smrků ani jedlí se provádět nebude, výjimkou mohou být pouze stromy vyvrácené a zlomené smrky při silnějším napadením kůrovců, které se mohou asanovat odkorněním. Co se týče cévnatých rostlin s vysokou druhovou diverzitou, vyskytují se hlavně v biotopech niv, proto se tyto biotopy musí zachovat v dobrém stavu. Zakazuje se budování cest, tahání dřeva přes prameniště, technické úpravy potoků a holoseče. Mechorosty vyžadují ponechání mrtvého dřeva včetně pařezů. Kvůli ohrožení ptactva jsou případné zásahy povoleny pouze mimo hnízdní aktivitu, což je období od března do července. Péče o tetřeva hlušce spočívá v ponechání porostů s pestrou stravou, ponechání bezlesí a zajištění klidu. Rovněž by měl být zajištěn klid pro velké predátory, což v praxi znamená zmírnění turistického ruchu. Nenavrhují se nové průzkumy předmětů ochrany, jelikož jsou patřičně zmapovány všechny chybějící inventarizační průzkumy v letech minulých. Odhadované náklady v období plánu péče jsou 331 000 Kč.

## Turismus

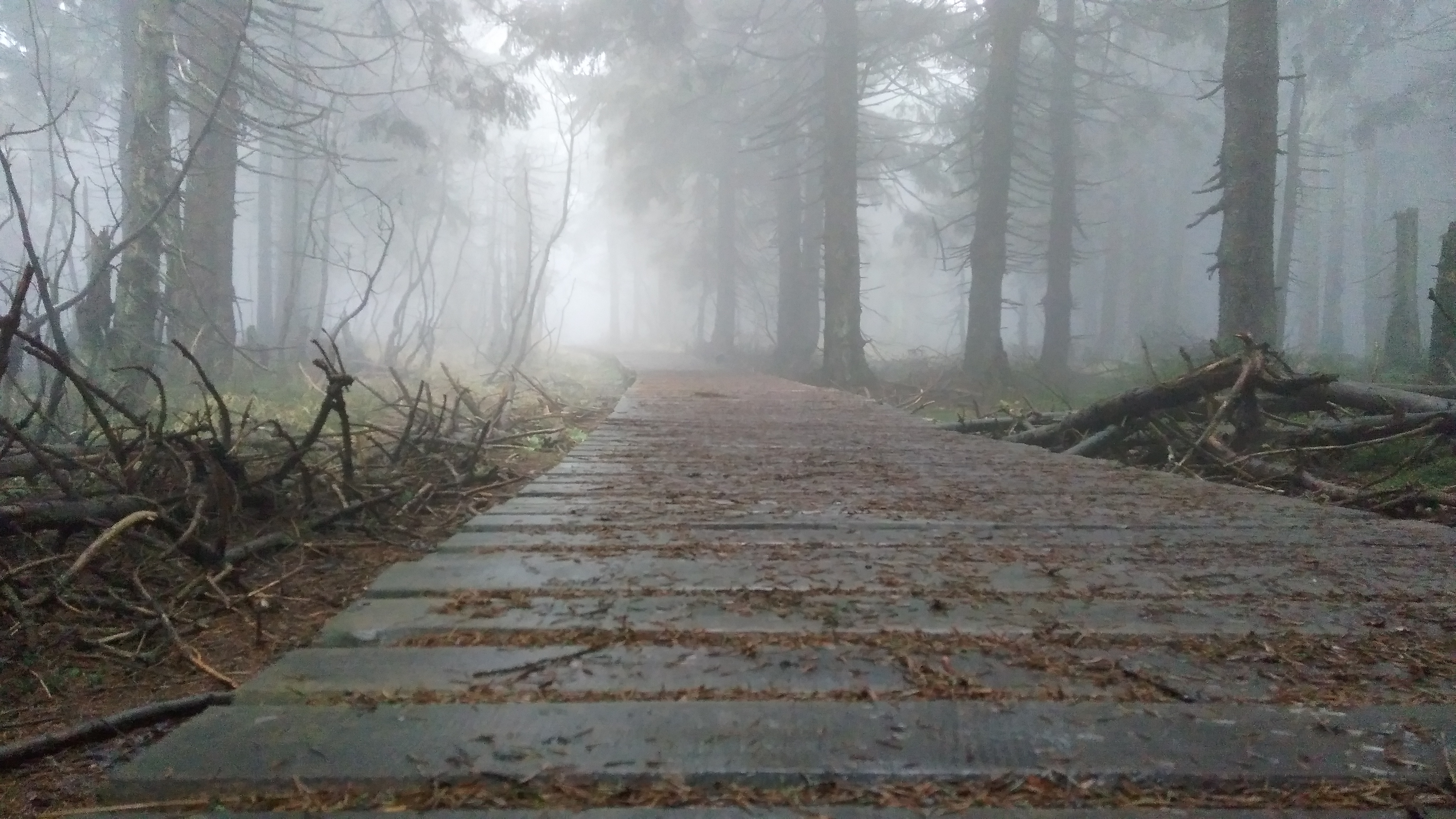
Červená stezka v NPR Kněhyně – Čertův mlýn

Na stezce bylo v roce 2014 nainstalováno nově 62 dřevních prahů pro zlepšení dostupnosti a v roce 2015 i naučná tabule.